# Хельпенштайн (мельница)
Мельница «Хельпенштайн» (нем. Helpensteinmühle Ratingen) — комплекс зданий исторической мельницы, расположенный в районе Линторф ганзейского города Ратинген (земля Северный Рейн-Вестфалия); впервые упоминается в документах за 1157 год ; 9 марта 1914 года вестфальский мельник Иоганн Флерман приобрёл как саму мельницу, так и поместье площадью в 27 акров; является памятником архитектуры.

## История и описание
Мельница «Хельпенштайн» в Ратингене впервые упоминается в документах за 1157 год — в связи с передачей прав на мельницу «господину из Хельпенштайна». В 1420 году герцог Адольф фон Берг продлил аренду сооружения; затем аренда продлевалась в 1585 и 1604 годах. В том же, 1420 году, мельница стала «герцогской мельницей» для района Линторф и половины района Брайтшайд. Мельник был освобождён от многих податей, хотя и должен был предоставить лорду одного коня с седлом в случае войны.
В период Тридцатилетней войны мельница и окружавшая её усадьба были заброшена. До 1563—1577 годов в поместье проживали потомки рода Хельпенштайн. 9 марта 1914 года мельник Иоганн Флерман из Вестфалии приобрёл мельницу и оставшуюся часть поместья, площадью в 27 акров — с тех пор поместье принадлежит его потомкам. Сама же компания «Fleermann Agrar & Garten» была основана в Мюнстере 2 ноября 1910 года. В 1953 году она прекратила производство кукурузной муки для пекарен, перейдя на производство и оптовую торговлю кормами и удобрениями. В 1963 году здесь был открыт розничный магазин, существующий по сей день. До конца 2011 года корм для лошадей производился в цеху, примыкающем к зданию мельницы.
Сегодня мельница является памятником архитектуры: она была открыта для широкой публики после капитального ремонта 1998—1999 годов. В местной экспозиции представлено и старое технологическое оборудование.